# Planchonella minutiflora
Planchonella minutiflora är en tvåhjärtbladig växtart som beskrevs av Jérôme Munzinger och Swenson. Planchonella minutiflora ingår i släktet Planchonella och familjen Sapotaceae. Inga underarter finns listade i Catalogue of Life.